# Pelargonium hortorum
Pelargonium hortorum är en näveväxtart som beskrevs av Jacob Whitman Bailey. Pelargonium hortorum ingår i släktet pelargoner, och familjen näveväxter. Inga underarter finns listade i Catalogue of Life.